# أوارسين
أوارسين هي قرية في مقاطعة خدا أفرين، إيران. عدد سكان هذه القرية هو 97 في سنة 2006.